# ゲームズワークショップ
ゲームズワークショップ(Games Workshop)は、イギリスのゲームと関連製品の制作・小売会社である。ミニチュアを用いたウォー・シミュレーションゲームのシェアは世界トップクラス。
ロンドン証券取引所にはGAWのシンボルで登録されている。

## ミニチュアを用いたゲーム
ゲームズワークショップ はかつてw:Citadel Miniaturesという独立した企業を通してミニフィギュアを製造していた一方、ゲームズワークショップ自体は小売業を中心に活動していた。 
 
ゲームズワークショップが他社製品の小売りを始めてから、Citadelとゲームズワークショップの違いは小さくなり、最終的にCitadelはゲームズワークショップと合併した。
現在『ウォーハンマー：ファンタジーバトル』・『ウォーハンマー40,000』・『ロード・オブ・ザ・リング ミニチュアバトルゲーム』の3つが流通している。
これらのゲームシステムには、Warhammer Realms: Lustria（ウォーハンマー：ファンタジーバトル用）やCities of Deathとアポカリプス（ウォーハンマー40,000用）といった、追加ルールやサプリメントがある。

### 特別版
これらのゲームは長くゲームズワークショップの主力作で遊んできた人を対象にしている。そのため、主力作よりルールが複雑で奥が深い。

#### ウォーハンマー・ユニバース
- w:Blood Bowl - ファンタジー上の生き物によるアメリカン・フットボール
- w:Mighty Empires
- w:Mordheim - 散兵ゲーム。拡張パック『Empire in Flames』もリリースされている。
- w:Warmaster -10mmのフィギュアを用いた総力戦

#### ウォーハンマー40,000・ユニバース
- w:Battlefleet Gothic - 宇宙戦闘機を題材にしたゲーム
- Epic - 6 mmミニチュアを用いた大規模バトルゲーム
- Inquisitor - 54 mmフィギュアを用いた戦闘ゲーム
- w:Necromunda -Necromundaを題材にしたsquad-based戦闘ゲーム

#### The Lord Of The Rings Strategy Battle Game universe
- Great Battles of Middle Earth: The Battle of Five Armies

10 mmほどのミニチュアを用いる、より大規模なバトルを行うゲーム。Battle of Five Armies（五軍の合戦）というタイトルは、J.R.R.トールキンのホビットの冒険の後半のシーンから取った。
- ロード・オブ・ザ・リング ミニチュアバトルゲームは、現在拡張パックが出ており、ゲームやシナリオといった追加サプリメントも出ている。

### Forge World
w:Forge Worldは自身初のfirst in-house gameをリリースしてきた。
商品
- w:Aeronautica Imperialis -  aircraft combatまわりを基にしたゲーム

### Warhammer Historical Wargames
- w:Warhammer Ancient Battles
- English Civil War
- Warmaster Ancients
- Legends of the Old West
- Legends of the High Seas
- The Great War

## 塗料
ミニチュア用の塗料や各種工具を「シタデルカラー」のブランドで販売している。詳細は項目参照。

### 絶版作

#### ウォーハンマー
- w:Advanced HeroQuest
- w:Kerrunch - Blood Bowlの簡易版
- Man O' War - ファンタジー世界における海戦ゲーム。拡張版である w:Sea of Blood とw:Plague Fleetもリリースされた
- w:Mighty Warriors
- w:Warhammer Quest - ダンジョン探索ゲームで、Advanced HeroQuestのアップデート版

#### ウォーハンマー40,000
- w:Adeptus Titanicus (Epicシリーズの一環で Titansの間の戦闘を題材としている)
  - Codex Titanicus - 追加ルールブック
- w:Advanced Space Crusade
- w:Bommerz over da Sulphur River (Epicミニチュアを用いたボードゲーム)
- w:Epic 40,000 (w:Epic Armageddonの先行版だが,Epicと同じ意味で使うファンもいる)
- w:Gorkamorka (オルクたちの世界を描いた戦闘ゲーム)
  - w:Digganob (Gorkamorkaの拡張版)
- Lost Patrol
- Space Fleet ( Battlefleet Gothicの以前の宇宙船での戦闘を題材としたゲームの簡易版)
- w:Space Hulk (2つの版が入ったが、第1弾よりも拡張度は低い)
  - w:Deathwing (拡張ボックスセット)
  - w:Genestealer (拡張ボックスセット)
  - Space Hulk Campaigns (ソフトカバーまたはハードカバー入り拡張本)
- Space Marine (当初はエピック系の歩兵・兵団に重きを置いたゲームだった。第1弾はAdeptus Titanicusとセットになり, 第2弾はTitan Legionsとセットになった)
- w:Titan Legions (Space Marineの拡張パックとなったが, システムの拡張も行われた)
- w:Tyranid Attack
- w:Ultra Marines - Space Fleeと同じシリーズ入門編

#### 他者によるライセンス作
これらのゲームはゲームズワークショップが作ったものではなく、似たようなスタイルのコンセプトおよび美術などを用いているものである。
これらのゲームは、大きなおもちゃ会社が作ったものであり、ゲームズワークショップやゲーム専門店のほか、一般のおもちゃ屋やデパートでも売り出された。
- Battlemasters (Milton Bradley制作)
- HeroQuest (Milton Bradley制作)
  - 拡張パック
    - Kellar's Keep
    - Return of the Witch Lord
    - Against the Ogre Horde
    - Wizards of Morcar
    - The Frozen Horror
    - The Magic of the Mirror
    - The Dark Company
    - HeroQuest Adventure Design Kit
    - Adventure Design Booklet

- Space Crusade (Milton Bradley制作)
  - 拡張パック
    - Operation Dreadnought
    - Eldar Attack

## ロールプレイング・ゲーム
Inquisitorといった作品にはロールプレイングゲームの要素があるが、過去にウォーハンマーの世界観を用いてロールプレイング要素の作品をリリースしたことがある。その第一作は、1986年にリリースされたウォーハンマーRPG で、2005年3月29日に新しい版が出た。のちにサードパーティーの販売会社にわたり、ワークショップの出版社である BL Publishingの子会社であるBlack Industriesが販売しだすまでこの状態が続いた。
Warhammer 40,000: Dark Heresyは、 w:Warhammer 40,000 を題材としたロールプレイングゲーム3部作で、2008年1月末に発売された後、すぐに売り切れた。発売直後に当たる2008年9月、Black Industriesは、ウォーハンマー (ミニチュアゲーム)やWarhammer 40,000の小説のほうが利益が上がるとみられるため、ロールプレイングゲームのサプリメント本の出版を取りやめると発表した。 その後ゲーム制作は続くという発表があったが、制作者はワークショップから、サードパーティーのメーカーであるFantasy Flight Gamesに移ってしまった。

### 絶版
- en:Golden Heroes -愛好家の熱意を受けて1984年販売。 スーパーヒーローを題材としたロールプレイングゲーム
- Judge Dredd: The Role-Playing Game -1985年にライセンス取得という形で出版
- ストームブリンガー -1987年にリリースされた第3弾がケイオシアムとの共同開発
- ルーンクエスト - イギリスでリリースされた第2段のルールブックはこの企業が出版

## ボードゲーム
ゲームズワークショップは、ミニチュアを用いたRPGボードゲームに関して長い歴史を持っている。この会社のボードゲームもRPGの要素があり、ゲームの進行にミニチュアを用いる。
ファンタジー・フライト・ゲームズとの取引の結果、ブラック・ライブラリー社のロールプレイングゲームを含むゲームズワークショップの過去のボードゲームカタログに掲載されていなかった商品のライセンスはファンタジー・フライト・ゲームズにうつった。ファンタジー・フライト社はすでにこれらのゲームの改訂版を再発行している。移籍が発表された際、ブラック・ライブラリー社のボードゲームはタリスマンの第4版だけだった。ファンタジー・フライト社はその第4版の再発行したが、現在のところ他社のゲームの発売はない。

### 絶版
- Apocalypse
- w:Battlecars
- w:Battle for Armageddon
  - w:Chaos Attack (Battle for Armageddonの拡張パック)
- w:Chaos Marauders - オークの騒乱を題材としたボードゲーム
- w:Block Mania - 2000ADのジャッジ・ドレッドを題材としたボードゲーム
- w:Blood Royale (中世ヨーロッパを舞台とした多人数用戦闘・資産運用ゲーム)
- Calamity
- w:Chainsaw Warrior (ひとり遊び用ゲーム)
- w:Cosmic Encounter (ライセンス商品)
- Curse of the Mummy's Tomb
- w:Dark Future (w:Car Warsと似ている)
- Doctor Who - The Game of Time and Space (1980)
- w:Doom of the Eldar
- w:Dungeonquest (拡張パック含む)
- w:Fury of Dracula (Fantasy Flight Gamesより新版が出ている)
- w:Gobbo's Banquet
- Horus Heresy
- w:Hungry Troll and the Gobbos
- Judge Dredd (2000 ADの登場人物ジャッジ・ドレッドを題材としたゲーム)
- w:Kings and Things (under license)
- w:Oi! Dat's My Leg!
- Quirks
- w:Railway Rivals
- Rogue Trooper (2000 ADの登場人物 Rogue Trooperの背景がかかわっている)
- w:Squelch!
- Super Power
- タリスマン(技術的には他社のもの。"Revised 4th Edition"がファイティング・ファンタジーゲームから出た。)
- w:Trolls in the Pantry
- w:Valley of the Four Winds
- Warlock
- 火吹山の魔法使い(ファイティング・ファンタジーのゲームブックが原作となっている)
- w:Warrior Knights (ファイティング・ファンタジーゲームの新しいバージョン)

## コンピュータゲーム
ゲームズワークショップは、ZX Spectrum用ゲームのライセンス取得・製作を行ってきた。いずれも通常のウォーハンマーの設定にのっとっていない。
- Apocalypse (1983)ボードゲームが原作となっている。
- Argent Warrior (1984) イラストを用いたアドベンチャー
- Battlecars (1984)BASIC言語で書かれた2人用レーシングゲーム
- Blood Bowl (1995), MicroLeagueより販売
- Chaos (1985) 多人数ターン式"ボード"ゲーム、 プログラミング：Julian Gollop
- D-Day (1985) Normandy Landingsが原作
- HeroQuest (1991) MBボードゲームが原作
- Journey's End (1985) テキスト式アドベンチャーゲーム
- Key Of Hope, The (1985) テキスト式アドベンチャーゲーム
- Ringworld (1984) テキスト式アドベンチャーゲーム
- Runestone (1986)テキスト式アドベンチャーゲーム
- Talisman (1985) 多人数ターン式"ボード"ゲーム
- Tower Of Despair (1985) テキスト式アドベンチャーゲーム

ウォーハンマーの世界を基にした、多くのコンピュータゲームがサードパーティー企業から出された。 (もとになったミニチュアゲームはゲーム名の後に続くかっこの中にある。
- en:Space Crusade この作品とその続編がAmiga向けに作られた
- en:Dark Omen (ウォーハンマー：ファンタジーバトルを基にしたリアルタイムタクティスゲーム)
- en:Shadow of the Horned Rat ([ウォーハンマー：ファンタジーバトル基にしたリアルタイムタクティスゲーム)
- Space Hulk (Space Hulk)
- Space Hulk - Vengeance of the Blood Angels (Space Hulk)
- en:Final Liberation (Epic 40,000 - スペースマリーン,インペリアルガード, Orks)
- en:Fire Warrior (Warhammer 40,000 - Tau)
- en:Dawn of War (Warhammer 40,000 - スペースマリーン, Orks, エルダー,ケイオス・スペースマリーン)
  - en:Winter Assault (拡張パック)(武器・勢力はDawn of Warと同じ,Imperial Guardとも)
  - en:Dark Crusade (単独作)(Winter Assaultと同じ, Necrons and Tauとも)
  - en:Soulstorm (単独作)(Dark Crusadeと同じ,Sisters of Battle and Dark Eldarとも)
- en:Chaos Gate (Warhammer 40,000 - スペースマリーン, Forces of Chaos)
- en:Rites of War (Warhammer 40,000 - Eldar, スペースマリーン, Tyranid)
- en:Mark of Chaos (Warhammer - The Empire, High Elves, Hordes of Chaos, Skaven,オーク、Goblins, Dwarves)
  - Battle March (アドオン)(勢力・武器はMark of Chaosと同じ, Dark Elvesとも)
- en:Squad Command　-ウルトラマリーン対ケイオス・スペースマリーンの戦いを題材としたターン式戦略ゲーム
- en:Warhammer Online: Age of Reckoning, w:Mythic Entertainmentから出されたウォーハンマーのMMORPG
- Blood Bowl:Cyanideが開発したファンタジー・フットボールゲーム。なお、 Cyanideはシステムが似ているw:Chaos Leagueを開発している。

## イベント
ゲームズワークショップによって毎年Games Dayというイベントが開かれており、ミニチュアのペイントコンテストGolden Demonや最新モデルの発表・販売が行われているほか、ゲームで遊ぶ場所も用意されている。

## キャンペーン
Games Workshopは3つのcore game のWorldwide Campaigns を行っている。
いずれのキャンペーンでも、プレイヤーは特定の時期にプレイしたゲームの記録を提出することが推奨されている。 
プレイヤーから提供されたゲームの記録を基に、キャンペーンのシナリオをショップ側は作っていき、 Warhammerにいたってはそのゲームの記録しだいで世界観などが変化していく。
かつてプレイヤーはゲーム記録を郵送でイギリスまで送る必要があったが、現在ではインターネットで記録を送ることが可能である。
いずれのウォーハンマーのキャンペーンも、プレイヤーに、特殊なキャラクターに関するルールや"不完全"な勢力(武器?)リストを期した最新版の写本が送られてくる。次に示すリストは、Games Workshop Worldwide のキャンペーンである。なお、カッコ内は、そのキャンペーンが開催されているときのゲームの世界の設定である:
- 1995年：The Battle of Ichar IV (ウォーハンマー 40,000)
- 2000年：Third War for Armageddon (Warhammer 40,000)[4]
- 2001年：Dark Shadows (ウォーハンマー)
- 2003年：Eye of Terror (ウォーハンマー 40,000)[5]
- 2004年：Storm of Chaos (ウォーハンマー)[6]
- 2005年：The War of the Ring (The Lord of the Rings Strategy Battle Game)[7][8]
- 2006年：The Fall of Medusa V (ウォーハンマー 40,000)[9]
- 2007年：The Nemesis Crown (ウォーハンマー)[10]

これらのキャンペーンは、ゲームの宣伝やおもちゃへの関心を高めることで行われており、後者に関してはゲーム・クラブ、ホビーセンター、独立系の小売店などもターゲットにしていた。
コミュニティ用のフォーラムは、『作戦を協議したり、記録の提出の準備をしたり、ただキャンペーンの進行状況について話し合う』ための場としてこれらのキャンペーンのために作られた。
期間限定のミニチュアがキャンペーンに合わせて出たこともある。たとえば、"Gimli on Dead Uruk-hai" というミニチュアはキャンペーンを行っている地域の店舗か、インターネット上でしか手に入れることができなかった。
いずれのイベントは成功し、たとえばあるイベントは何千人もの登録された参加者が来たうえ、ファンタスティックなジェットコースターみたいだと評された。

## 雑誌
ゲームズワークショップの代表的な雑誌『ホワイトドワーフ』は、イギリス本国では345号以上発行されている。また五つの言語による9種類の外国版もリリースされている。
当初はロールプレイングゲーム全般に重きを置いた内容だったが、100号を越えたあたりからゲームズワークショップの商品を中心とした雑誌になった
このほかにも、Specialist Gamesの援助を受けてFanatic Magazineを発行していたが、第10号で刊行をストップした。 この雑誌は特定のゲームに向いたニュースレターを掲載していた。打ち切り後、ゲームズワークショップの公式サイトから"Fanatic Online" というメールマガジンが発行された。
アメリカのゲームズワークショップのウェブサイトが改装され、2008年に全世界向けのオンラインショップもリニューアルしたのに合わせ、Specialist Gamesのウェブサイトは更新をやめ、Specialist Games のラインナップにあった商品はゲームズワークショップのウェブサイトで販売されることとなり、Fanatic Onlineも廃止された。
また、モデル製作者や熟練のゲーマー向けの雑誌Citadel Journalもかつて存在した。この雑誌には通常とは違うルールや軍隊が用いられており、新ルール採用のテストの場にもなった。また、複数の編集者の元、読者は二次創作物を投稿することができた。
1980年代半ばの一時期には、Puffin Booksからファイティング・ファンタジーの雑誌『ウォーロック』 の出版権を取得していた。この雑誌はのちに一般的な入門誌となったが、13号で廃刊となった。
かつては隔週誌"Battle Games in Middle Earth"もあり、ロード・オブ・ザ・リングのミニチュアフィギュアが付録で付いていた。 ミニチュア製作はゲームズワークショップが行ったが、雑誌自体はゲームズワークショップの子会社であるSGCが執筆・編集し、デアゴスティーニからアイルランド、イギリス、オランダ、フランス、ドイツ、スペイン、オーストラリア、オーストリア、ニュージーランド、ポーランドへ出版された。この雑誌は出版元の予想以上に人気が出たために、シリーズの完結はたびたび延長され、パック91まで続いた。  Battle Games in Middle Earthはデアゴスティーニ史上最高の売り上げを記録している。

## その他メディア
ウォーハンマーを基にした小説や漫画がBlack Libraryから出版されている。
また、エイドリアン・スミスといったゲームズワークショップに在籍するイラストレーターも画集を出している。